# Maison Del Heid
La maison Del Heid (parfois orthographiée Delhez ou Delleheid) est un immeuble classé situé à Theux, dans la province de Liège en Belgique.

## Situation
L'immeuble se situe aux nos 31/33 de la rue de la Chaussée, artère aboutissant à la place du Perron, la place principale de la ville de Theux. Cette rue possède d'autres bâtiments remarquables comme l'église Saints-Hermès-et-Alexandre, l'hôtel de ville au no 10, le presbytère au no 50, la maison de Limbourg au no 35 et l'hospice Sainte-Joséphine au no 25.

## Historique
Cet immeuble a été réalisé lors de la première moitié du XVIIe siècle pour son premier propriétaire : le maître des forges Delleheid qui a donné son nom à la bâtisse.

## Architecture
La façade principale de l'immeuble est constituée de cinq travées et de trois niveaux (deux étages). Le rez-de-chaussée est entièrement réalisé en blocs de calcaire équarris et possède au centre une porte cochère avec arc en plein cintre. Il comprend aussi des baies à meneau et à traverse (deux fois six baies vitrées, une fois quatre baies à droite ainsi qu'une baie isolée à gauche). Les étages sont construits en moellons de grès. Le premier étage est aussi constitué de baies à meneau et à traverse (de gauche à droite, huit baies vitrées, quatre, six et quatre). Le dernier étage reprend la même configuration de baies vitrées mais celles-ci sont uniquement à meneau. La façade possède ainsi un total de cinquante baies vitrées. Le pignon oriental en brique comprend des colombages. La façade arrière possède aussi une porte cintrée.

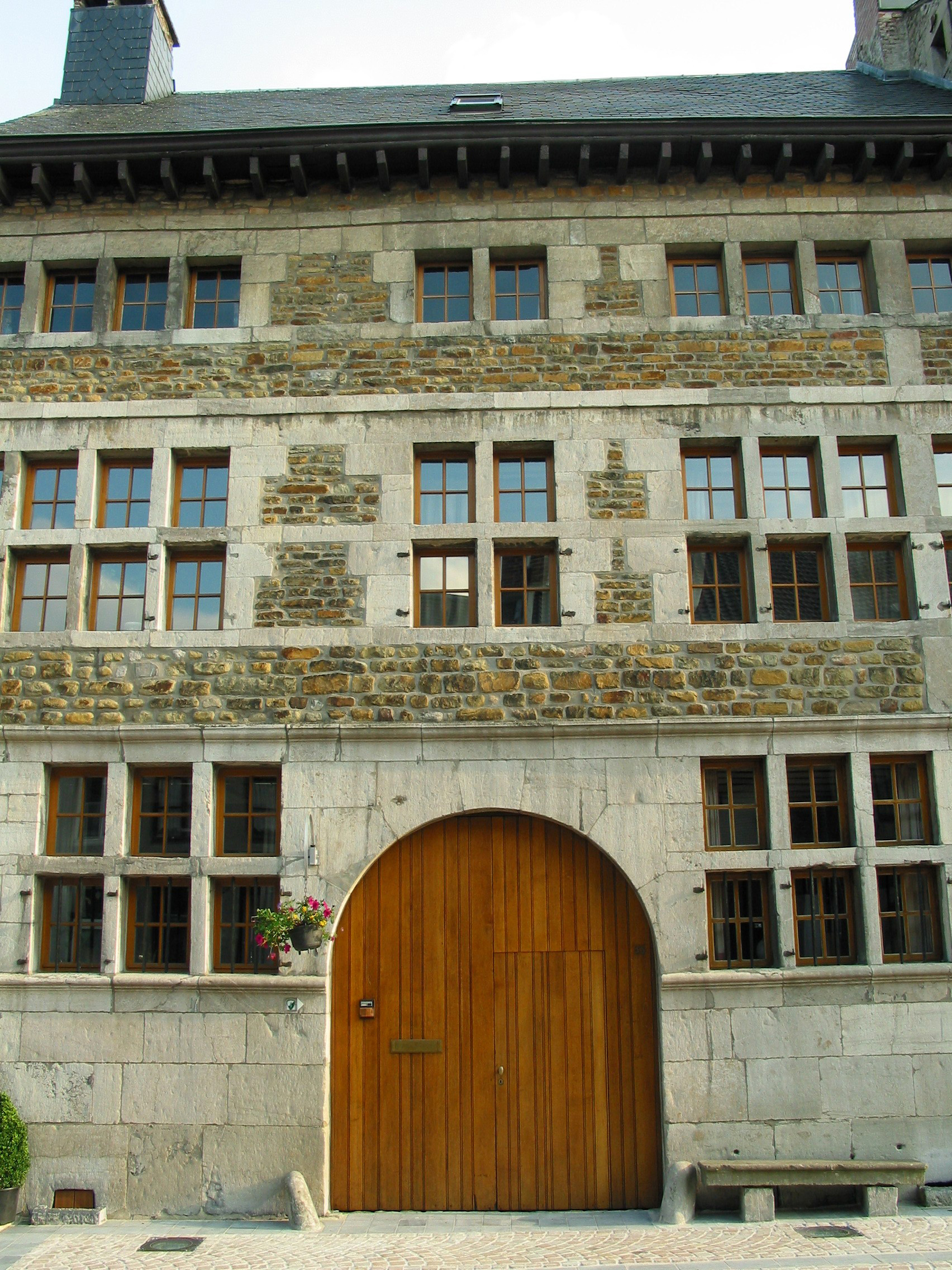

## Classement
La maison Del Heid fait l'objet d'un classement comme monument historique depuis le 29 septembre 1978.